# Recsk-Parádfürdő vasútállomás
Recsk-Parádfürdő vasútállomás egy megszűnt Heves vármegyei vasútállomás, melyet a MÁV üzemeltetett Recsk településen. A község központjában helyezkedik el, körülbelül kétszáz méterre a 24-es főúttól, ahonnan a 24 308-as számú mellékúton érhető el.

## Vasútvonalak
A Kisterenye–Kál-Kápolna-vasútvonal egyik állomása volt, személyvonat utoljára 2007. március 3-án közlekedett itt. Teherszállítás továbbra is létezik kő és fa formájában.

## Kapcsolódó állomások
A vasútállomáshoz az alábbi állomások vannak a legközelebb:
- Sirok megállóhely
- Mátraderecske megállóhely

## Érdekesség
- Az állomás térségében, annak déli oldalán indul a Várbükki út, mely az 1950-es évek elején a falu határában létesített recski kényszermunkatáborhoz vezetett. A tábor egykori helyén ma nemzeti emlékhely és múzeum működik.
- Közvetlenül az állomás közelében, attól délre egy bányászati kiállítóhely is található.